# Cent mille dollars au soleil
Cent mille dollars au soleil is een Frans-Italiaanse film uit 1964, geregisseerd door Henri Verneuil. De film ging in première op het filmfestival van Cannes in dat zelfde jaar.

## Cast
| Acteur              | Personage                               |
| ------------------- | --------------------------------------- |
| Jean-Paul Belmondo  | Rocco                                   |
| Lino Ventura        | Hervé Marec                             |
| Reginald Kernan     | John Steiner (alias Peter Frocht)       |
| Bernard Blier       | Mitch-Mitch                             |
| Andréa Parisy       | Pepa                                    |
| Gert Fröbe          | Castigliano                             |
| Anne-Marie Coffinet | Angèle                                  |
| Doudou Babet        | Khenouche                               |
| Pierre Mirat        | Halibi                                  |
| Henri Lambert       | Robert, een bezoeker van de "Chez Zeze" |
| Pierre Collet       | een van Castigliano's arbeiders         |
| Christian Brocard   | de mechaniker van Marec                 |
| Paul Bonifas        | Dr. Magnart                             |
| Jackie Blanchot     | Halibi's gast                           |

## Ontvangst
Het Duitse tijdschrift Prisma schreef: "Henri Verneuils spannende en amusante avonturenfilm is een succesvolle bagatellisering van Henri-Georges Clouzots klassieke Wages of Fear. Naast de uitstekende enscenering zijn er de Franse topsterren Jean-Paul Belmondo en Lino Ventura, die elkaar voor de camera voor de tweede en laatste keer na Classe tous risques hebben ontmoet, en die een heel bijzondere soort competitie aangaan tegen de adembenemende achtergrond van Afrika."
Jean de Baroncelli van Le Monde zei: "Cent mille dollars au soleil is een film die een hit wordt. Er is nooit een saai moment, en sommige van de sequenties zijn bijzonder goed. De set wordt goed gebruikt, Audiard heeft een dialoog met kleine uien gestoofd en de acteurs (vooral Lino Ventura) zijn in grote vorm. Waarom zouden we dan zo kieskeurig zijn?".

## Wetenswaardigheden
- De film is gebaseerd op de roman Nous n’irons pas en Nigéria van de Franse schrijver Claude Veillot.
- In de film worden uitsluitend voertuigen van het merk Berliet gebruikt.
- In België, behoorde de film bij de 10 best bekeken films uit het jaar 1963/64.
- In 1964 is de film genomineerd voor een Gouden Palm.